# Point de vue
Als point de vue (franz. „Blickpunkt“) wird in Gartenkunst, Architektur und Städtebau ein als Blickfang dienendes Objekt am Ende eines Weges, einer Allee oder einer Waldschneise bezeichnet. Eine Sichtachse kann einen point de vue zum visuellen Ziel haben.
Die Verwendung des Wortes als Fachbegriff in der Landschaftsarchitektur kam Mitte des 19. Jahrhunderts auf und ist von der nur im Französischen bereits seit dem 17. Jahrhundert üblichen Bedeutung („Aussichtspunkt“ oder „Belvedere“ als ein Ort, der eine freie Sicht in die Umgebung erlaubt) zu unterscheiden.
Ein point de vue kann unterschiedlich ausgeführt sein: als nutzbares Gebäude, Staffagebauwerk oder Springbrunnen, aber auch – in kleinerer Form – als Standbild, Ziervase oder Formbusch. Er verhindert, dass sich der Blick des Betrachters in der Ferne verliert oder von einem nicht zum Garten gehörenden Gegenstand abgelenkt wird. Die Gestaltung des Randbereichs der Sichtachse führt das Auge zum point de vue, ihre Gliederung kann zur Schaffung räumlicher Tiefe beitragen. Ein point de vue kann auch zusammen mit einem Haha-Graben eingesetzt werden. Ein ähnlicher, auch als Mittel der Landschaftsgestaltung eingesetzter Blickfang ist der sogenannte eye-catcher, der im Gegensatz zum point de vue ohne Sichtachse auskommt.
Dem point de vue entspricht in der traditionellen chinesischen Gartenkunst der Dui jing (ähnlich end vista im Englischen).
Bekannte Beispiele finden sich in den Gärten des Schlosses Schönbrunn (Sicht auf die Gloriette), den Gärten von Kinross House (Sicht auf Loch Leven Castle) und im Park von Schloss Wilhelmshöhe (Blick auf den Herkules).

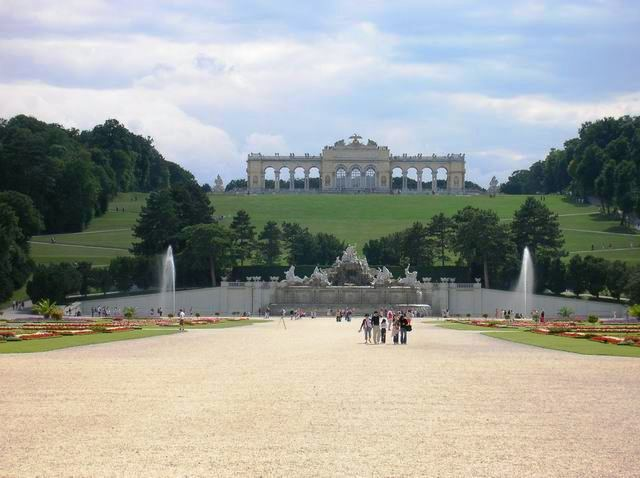
Point de vue auf die Gloriette von Schloss Schönbrunn  in Wien
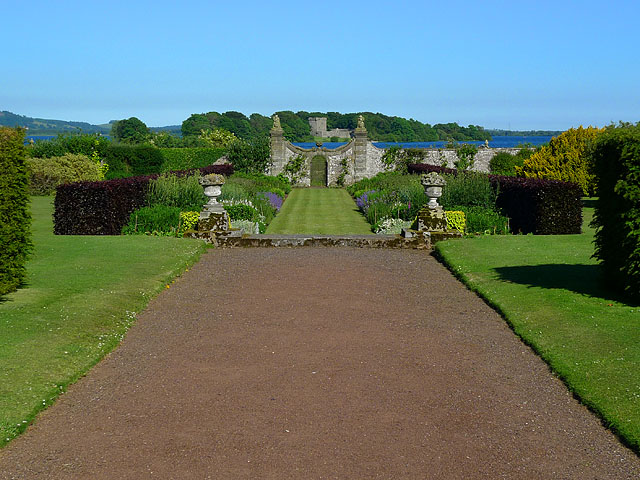
Point de vue auf Loch Leven Castle von Kinross House
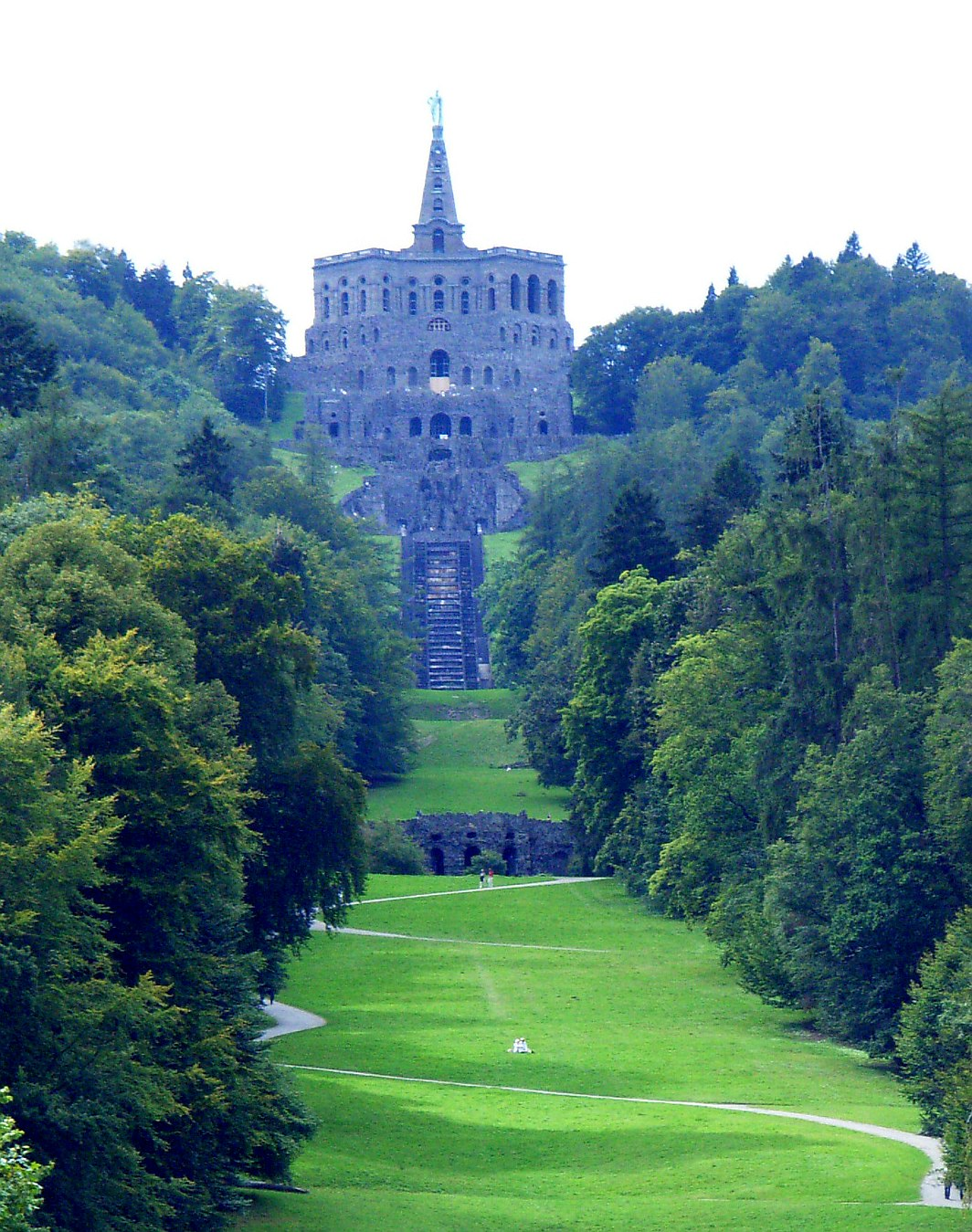
Point de vue auf den Herkules von Schloss Wilhelmshöhe
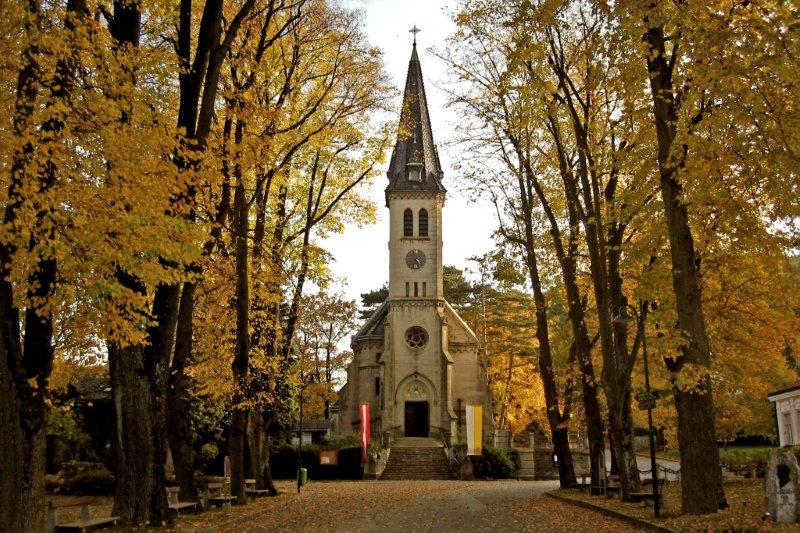
Point de vue – Pfarrkirche Weissenbach an der Triesting – am Endpunkt einer Sichtachse
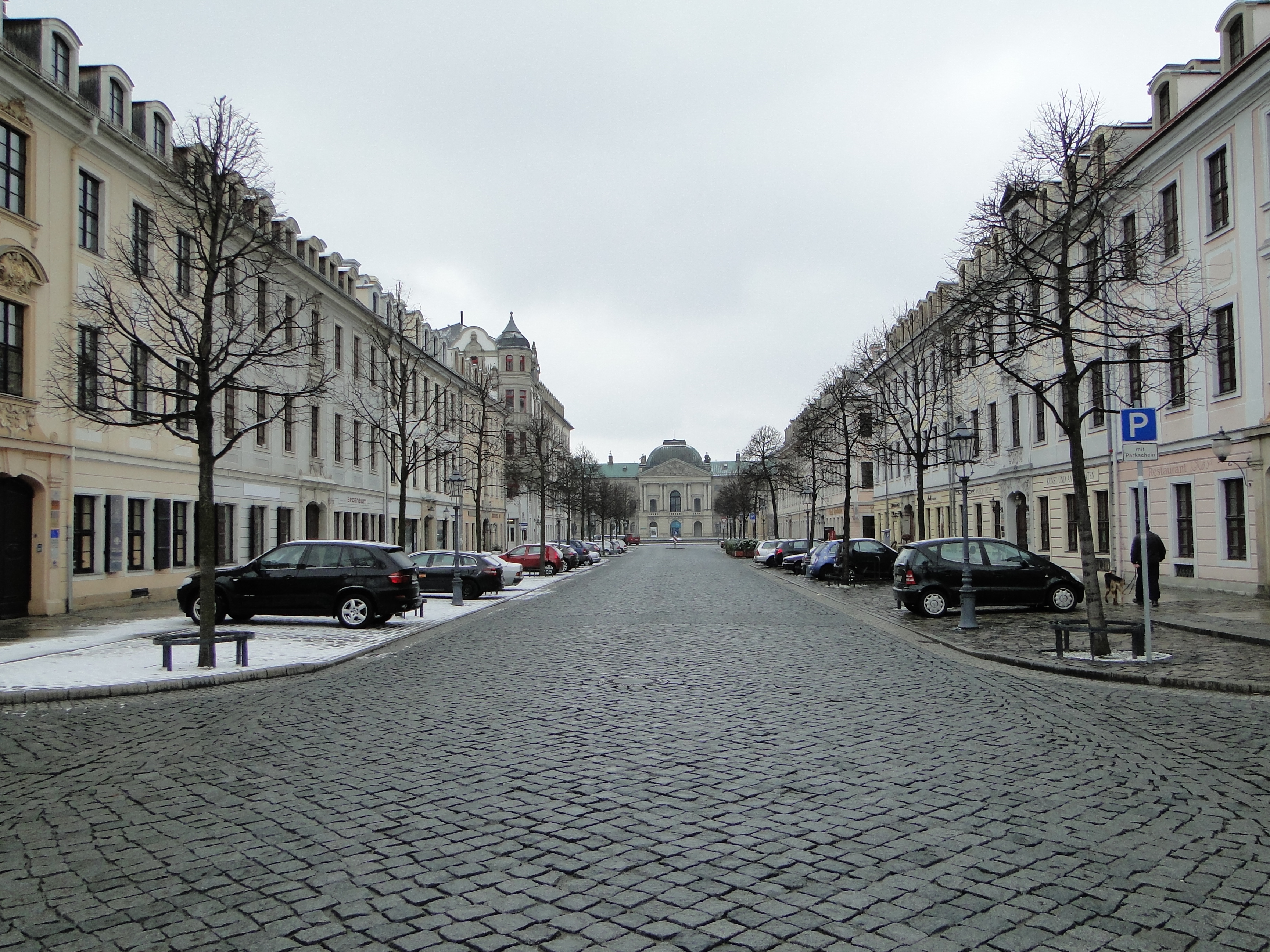
Die Dresdner Königstraße mit dem Japanischen Palais als Point de vue